# Skylite
Skylite — израильский разведывательный мини-БПЛА, предназначен для ведения видовой разведки в городских условиях.
Существует две модификации: «Skylite A» (разработчик — концерн Rafael) и «Skylite B» (совместная разработка Rafael и компании  BlueBird Aero Systems). Имеет складывающееся крыло, позволяющее переносить аппарат в сложенном виде. Оснащён электродвигателем приводящим в движение толкающий винт.
Skylyte B был продемонстрирован 8 октября 2007 года на авиационной базе Тель-Ноф ВВС Израиля.

## ЛТХ
- размах крыла 1,5 м
- вес 6 кг
- радиус 10 км
- время полёта 1 ч
- длина 110 см